# Polybetes
Polybetes là một chi nhện trong họ Sparassidae.